# لامبرتو بورانگا
)
لامبرتو بورانگا (انگلیسی: Lamberto Boranga؛ زادهٔ ۳۰ اکتبر ۱۹۴۲) بازیکن فوتبال اهل ایتالیا است.
از باشگاه‌هایی که در آن بازی کرده‌است می‌توان به باشگاه فوتبال پروجا، باشگاه فوتبال فیورنتینا، باشگاه فوتبال پارما، باشگاه فوتبال برشا، باشگاه فوتبال رجانا، باشگاه فوتبال چزنا، و باشگاه فوتبال وارزه اشاره کرد.
وی در مسابقات کشوری و بین‌المللی در مجموع برندهٔ ۱ مدال طلا شده‌است.